# Auxais
Auxais ist eine französische Gemeinde mit 173 Einwohnern (Stand 1. Januar 2022) im Département Manche in der Region Normandie. Sie gehört zum Kanton Agon-Coutainville und zum Arrondissement Coutances. 
Nachbargemeinden sind Terre-et-Marais im Nordwesten und Nordosten, Saint-André-de-Bohon im Osten, Marchésieux im Südosten und Raids im Südwesten.

## Bevölkerungsentwicklung
| Jahr      | 1962 | 1968 | 1975 | 1982 | 1990 | 1999 | 2008 | 2018 |
| --------- | ---- | ---- | ---- | ---- | ---- | ---- | ---- | ---- |
| Einwohner | 205  | 180  | 156  | 135  | 130  | 137  | 177  | 172  |

## Sehenswürdigkeiten
- Ruinen der Kirche Saint-Martin, Monument historique
- Kirche Notre-Dame

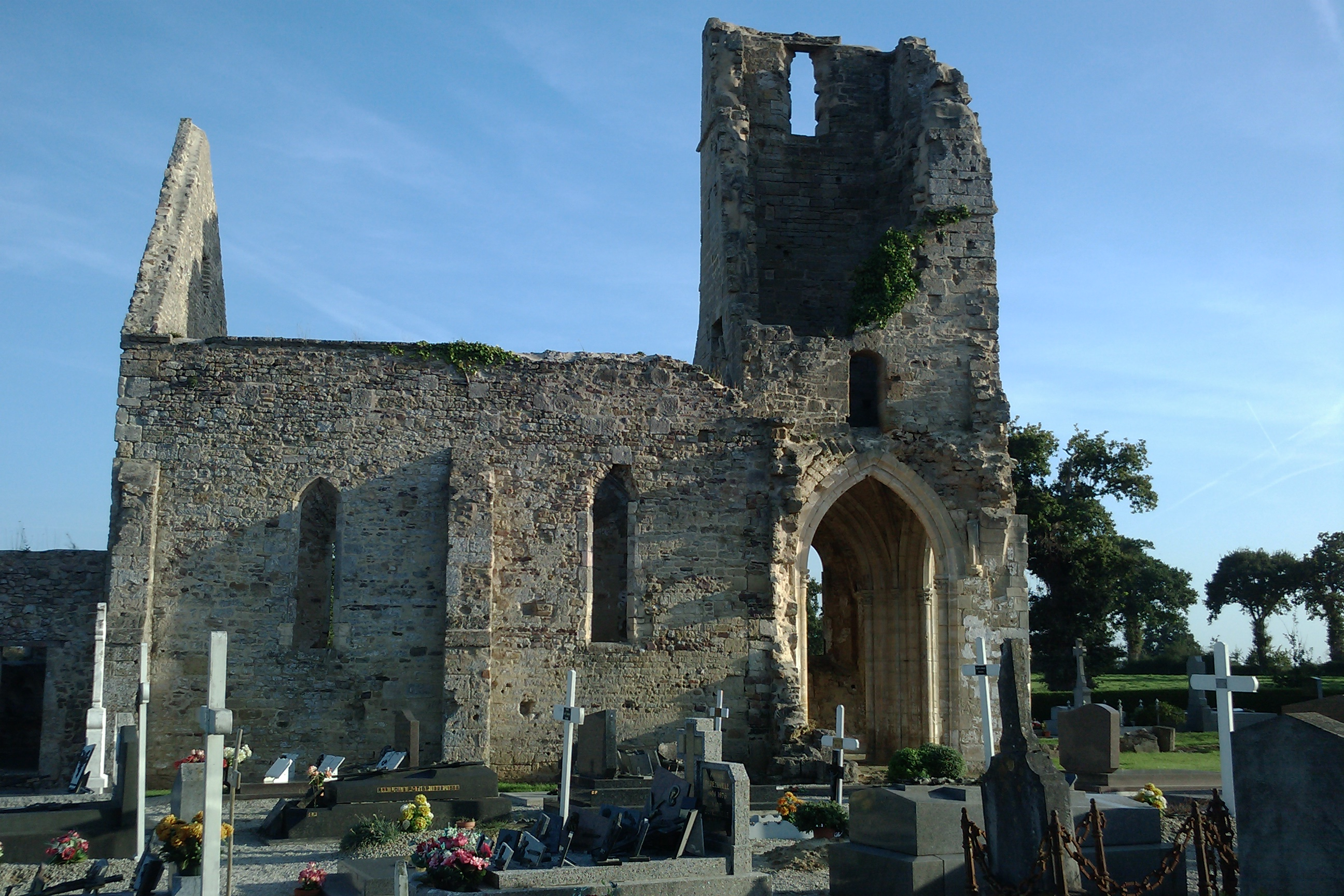
Ruinen der Kirche Saint-Martin
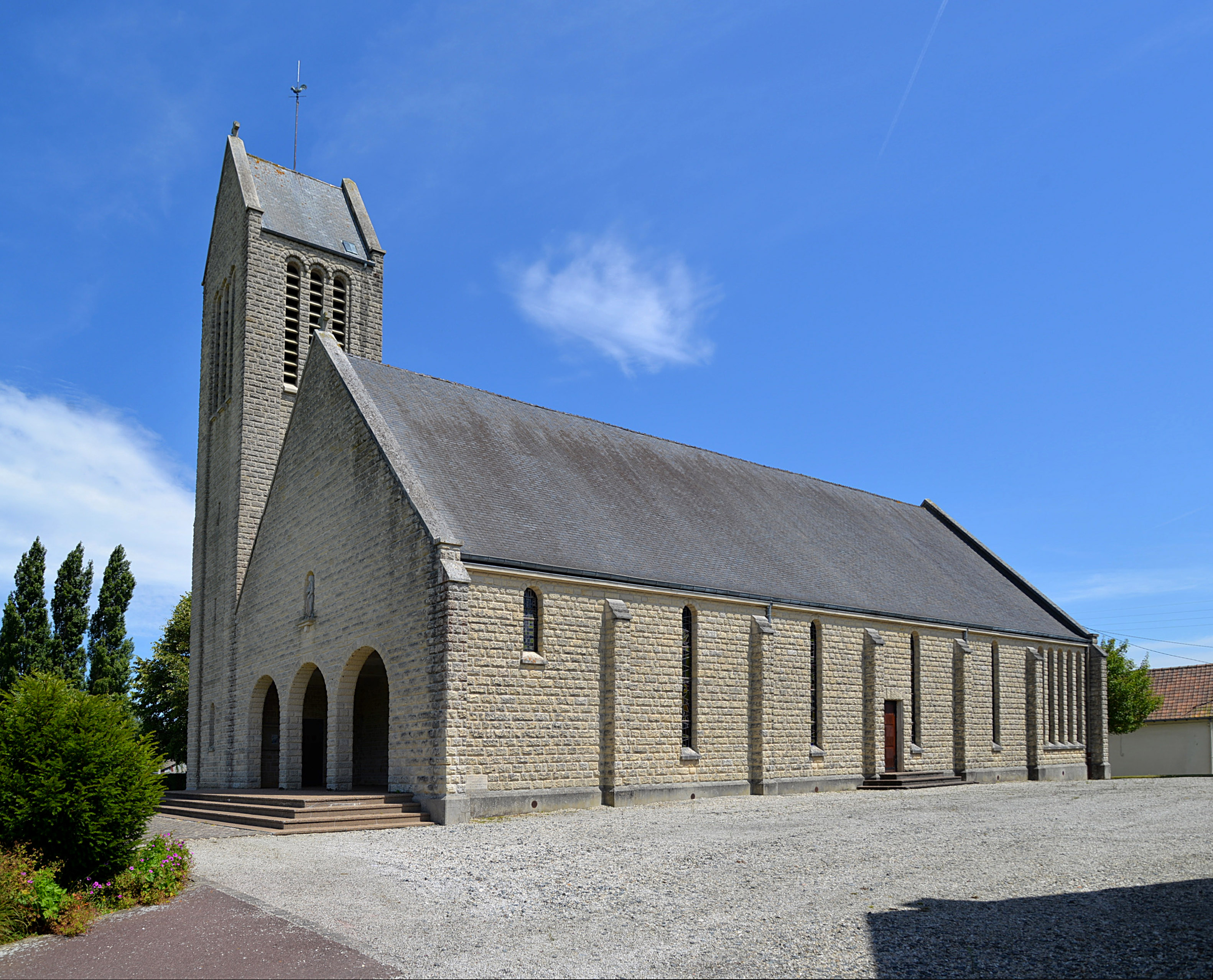
Kirche Notre-Dame